# Cezary Marciniak
Cezary Marciniak (ur. 12 listopada 1993 roku w Płocku) – polski piłkarz ręczny, występujący na pozycji bramkarza, wychowanek klubu Orlen Wisła Płock, w którego barwach zadebiutował w Superlidze. Zdobywca tytułu Mistrza Polski juniorów w 2011 roku.
Od 2013 roku reprezentuje barwy pierwszoligowego klubu Nielba Wągrowiec.

## Kariera sportowa
Cezary Marciniak, podobnie jak wielu późniejszych zawodowych graczy z Płocka, pierwsze kroki w szczypiorniaku stawiał w lokalnej Szkole Podstawowej nr 16, gdzie zaczął trenować w 2003 roku. W 2009 roku otrzymał jedno powołanie do reprezentacji Polski juniorów młodszych. Z zespołami juniorskimi Wisły zdobył dwa medale Młodzieżowych Mistrzostw Polski – srebrny w 2010 i złoty w 2011 roku. Wtedy też został wytypowany do najlepszej siódemki turnieju finałowego.
Rok później, 21 listopada 2012 roku, zadebiutował w seniorskiej drużynie Wisły w wygranym przez Nafciarzy spotkaniu z Miedzią Legnica w Orlen Arenie (35:24). Odebrał też srebrny medal Mistrzostw Polski w tym samym sezonie. W 2013 roku zakontraktowany na dwa lata przez pierwszoligowy klub Nielba Wągrowiec.
25 maja 2014 roku wraz z wągrowieckim zespołem w barażach wywalczył awans do najwyższej klasy rozgrywkowej.